# 三井镇 (绥化市)
三井镇，原为三井乡，是中华人民共和国黑龙江省绥化市北林区下辖的一个乡镇级行政单位。，2019年6月，根据黑民政函[2019]42号文件，撤乡设镇，区划代码改为231202116。

## 行政区划
三井镇下辖以下地区：
十二村、前九村、十三村、十四村、前十五村、后八村、后九村、三村、十六村和后十五村。